# Ђироламо Фрескобалди
Ђироламо Фрескобалди, (итал. Girolamo Frescobaldi; 13. септембар 1583 — 1. март 1643) је био композитор музике за оргуље у касној ренесанси и раном барокном периоду.
Рођен је у Ферари, написао је велики број дела за оргуље, укључујући токате, канцоне, фантазије за оргуље, мадригале, мотете. Међу најзначајнијим делима су му и Fiori musicali (1635), композиција предвиђена за мисе.
Умро је у Риму у 60. години живота.